# عيسى بن راشد آل خليفة
الشيخ عيسى بن راشد آل خليفة (1 يناير 1938 - 12 مارس 2020) شاعر بحريني ولد في مدينة المحرق ثم انتقل للعيش في مدينة الرفاع. تُوفي في تاريخ 12 مارس 2020 بعد صراع مع المرض.

## سيرته الرياضية
- تقلد مناصب قيادية عدة في البحرين بدءًا من رئاسته لنادي البحرين كما تولى رئاسة الاتحاد البحريني لكرة القدم مُنذ العام 1974 حتى 1988 (وهي أطول فترة لرئيس يتولى فيها رئاسة اتحاد كرة القدم في البحرين) وترأس مجلس إدارة اللجنة الأولمبية البحرينية منذ تأسيسها في 1979
- في 20 يونيو 1988 عُين رئيسًا للمؤسسة العامة للشباب والرياضة بدرجة وزير وشغل المنصب حتى 14 سبتمبر1999
- في 14 سبتمبر1999 عُين نائباً لرئيس المجلس الأعلى للشباب والرياضة وشغل المنصب حتى 6 سبتمبر 2010
- في 6 سبتمبر 2010 عُين نائباً ثانياً لرئيس المجلس الأعلى للشباب والرياضة وأستمر في المنصب حتى وفاته في 12 مارس 2020

## المناصب الرياضية
- رئيس نادي البحرين.
- رئيس مجلس إدارة اللجنة الأولمبية البحرينية.
- رئيس الاتحاد البحريني لكرة القدم.
- نائب رئيس الاتحاد العربية للألعاب الرياضية.
- نائب رئيس الاتحاد العربية لكرة القدم.
- رئيس اللجنة الاعلامية بالاتحاد العربي للألعاب الرياضية.
- رئيس اللجنة الاعلامية بالاتحاد العربي لكرة القدم.
- عضو لجنة العلاقات الدولية بالاتحاد العربي لكرة القدم.
- رئيس لجنة الإعلان والتسويق في الاتحاد العربي للألعاب الرياضية وعضو لجنة العلاقات الدولية في الاتحاد.
- عضو لجنة التحكيم الرياضة الدولية باللجنة الأولمبية الدولية.
- نائب رئيس المجلس الأولمبي الآسيوي عن غرب آسيا.

## بعيدًا عن الرياضة
- عمل في وزارة الدفاع البحرينية وفي القضاء البحريني.
- شغل مناصب عدة منها وكيل وزارة الدفاع، وكيل وزارة الإعلام، نائب رئيس المجلس الأعلى للشباب والرياضة، رئيس المؤسسة العامة للشباب والرياضة

## حياته الشخصية
- والدته هي الشيخة مريم بنت شافي بن سالم آل شافي أبنة أمير قبيلة بني هاجر.
- متزوج من شيخة بنت سلمان آل خليفة، كريمة الشيخ سلمان بن حمد آل خليفة حاكم البحرين.
- أبنائه الشيخ عبد الله بن عيسى آل خليفة والشيخ سلمان بن عيسى آل خليفة.

## إصداراته الشعرية
- وهو شاعر ورائد في كتابة الأغنية البحرينية، وكتب العديد من الأشعار، وأصدر ديوان شعري يحمل اسم (فـيٌ العصر) ومن تلك الأشعار:

| - فـيٌ العصر. - يالزينة ذكريني. - مرار خلاني الدهر. - مريت مرار. - يا كثر ما تسئلين. - أنا شرهان يا عمري. - الغيرة طبع فيني. - أحبك هذا حظي. - قاعد يطق إصبع. - ما حبني مره. - تسألني مكتوب الهوى. - عيدك مبارك. | - (ش) الدنيا فيكم. - ليت العمر ينشره. - كل عيوب الدنيا فيك. - هذي أنتي. - أطري عليكم يالربع. - أرجوك لا ترجع. - ليله ذكرتك. - ما هقوتي. - فريتچ - صرت أتذكركم غصب. - لا تسأليني بعد. - سلام من قلبي لكم - ساكن في قلبي | - بعده شوقك في عيونك. - أحب اللي تحبون - مره جرحني. - نسلي البسايل. - دعيت عليك من قلبي. - يا ديرتي تطرين. - ولهان يا محرق. - يومين مَرو علي. - عطني يدك - ولا تاب - أكذب على الناس - خليجنا دار الكرم - بالمحبوب فايز |